# Mariä Heimsuchung (Wiesbaden)

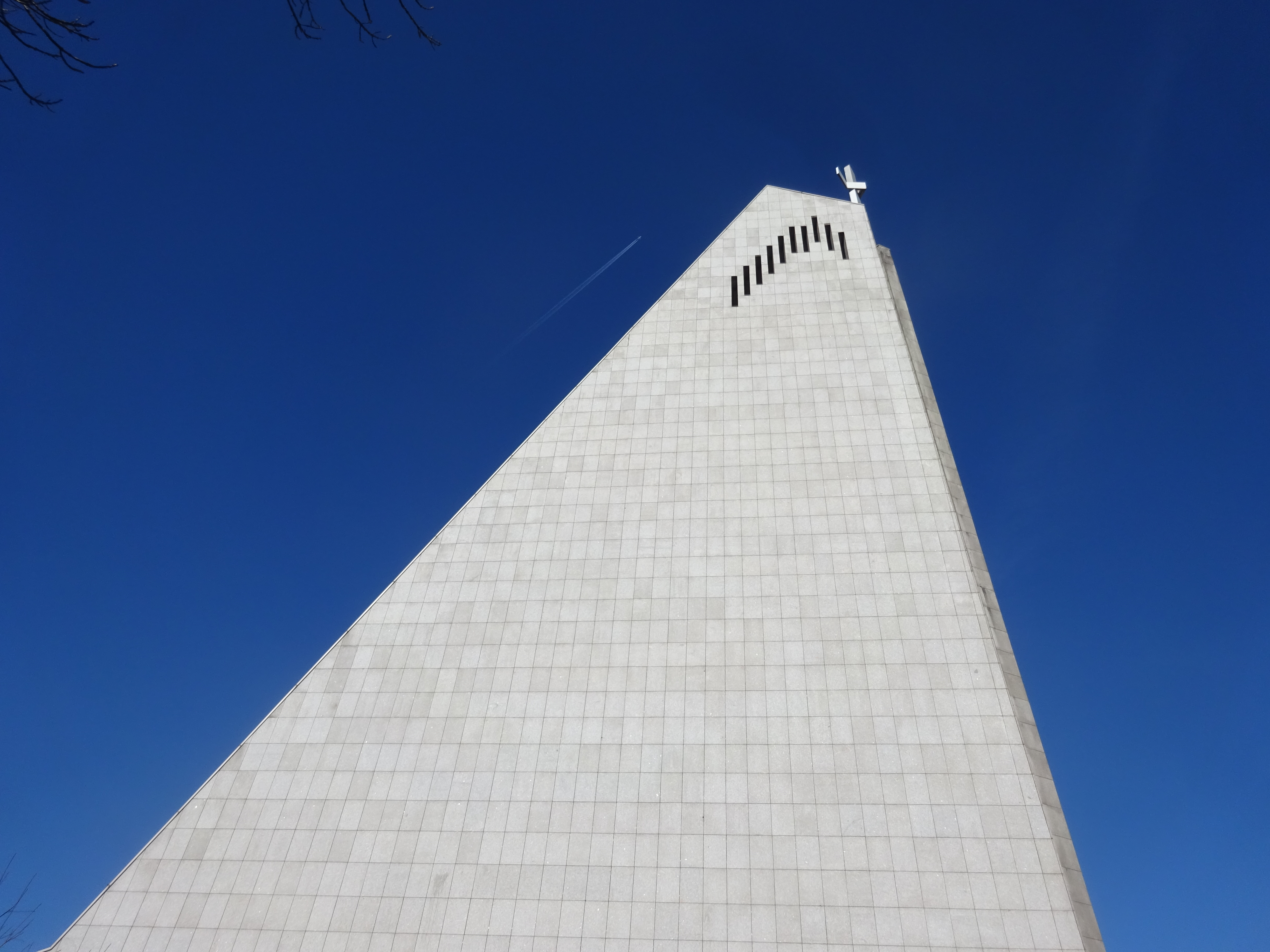
Mariä Heimsuchung von Süden

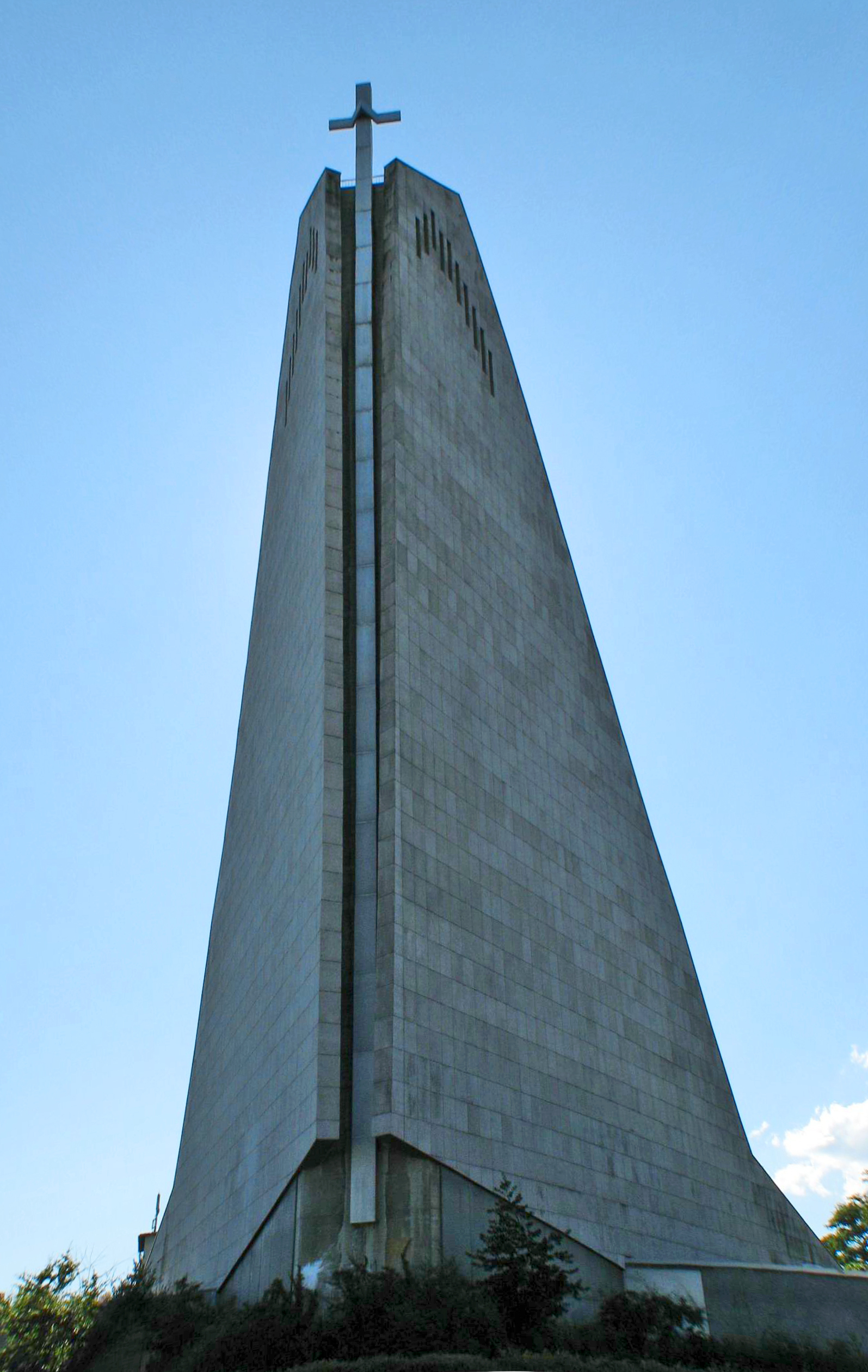
Mariä Heimsuchung

Mariä Heimsuchung in Wiesbaden, Hessen, ist ein Kirchengebäude der römisch-katholischen Kirche im Bistum Limburg. Es liegt im Ortsteil Kohlheck des Wiesbadener Vororts Dotzheim. Das Bauwerk wurde nach Plänen von Johannes Jackel erbaut und 1966 geweiht. Benannt ist die Kirche nach dem biblischen Ereignis von Mariä Heimsuchung. Das 41 Meter hohe Sichtbeton-Bauwerk ist weithin zu sehen. Den Innenraum schmücken zwei große abstrakte Triptychen von Otto Ritschl.

## Geschichte und Architektur
Nach dem Zweiten Weltkrieg wuchs die Zahl der Katholiken in Wiesbaden durch Zuzug aus den Ostgebieten. Bischof Wilhelm Kempf richtete 1960 eine neue Gemeinde Mariä Heimsuchung in Kohlheck, einem Ortsteil von Wiesbaden-Dotzheim, ein. Die Kirche wurde nach Plänen des Berliner Architekten Johannes Jackel errichtet. Sie wurde am 3. Juli 1966 geweiht und Mariä Heimsuchung genannt, nach dem Besuch Marias bei ihrer Verwandten Elisabeth.
Der Umriss des Gebäudes ist ein großes M, als Symbol für Maria, die Mutter Jesu. Der Grundriss ist der Davidsstern, der andeutet, dass sie Jüdin war. Die Materialien sind, der Zeit entsprechend, vor allem Beton, dann auch Schiefer und Glas. Licht fällt von Westen durch die verglaste Turmseite in den Innenraum und beleuchtet die hohe Wand hinter dem Altar. Rechts und links vom Altar hängt jeweils ein großes abstraktes Triptychon des Wiesbadener Malers Otto Ritschl. Der Künstler, der 1933 bis 1945 als entartet galt, schuf die Werke 1973 bzw. 1976 als Teil seines Spätwerks. Große ineinandergreifende Flächen in leuchtenden Farben laden zu Meditation und Gebet ein.
Die Kirche überragt die Stadt und erhielt die Beinamen „Fingerzeig Gottes“ und „Seelenabschussrampe“. Die Kirchengemeinde wurde am 1. Januar 2013 Kirchort der größeren Gemeinde St. Peter und Paul in Wiesbaden-Schierstein, die aus sechs früheren Gemeinden im Westen Wiesbadens gebildet wird.